# Piloun mnohozubý
Piloun mnohozubý (Pristis pectinata Latham, 1794) je druh paryby z čeledi pilounovitých, která dosahuje délky až okolo 7,6 metrů, s typickým protáhlým rostrem posetým vystupujícími zuby. Vzhledem k tomuto protáhlému výběžku jeho hlava zdánlivě připomíná pilu, podle čehož dostal svůj rodový název.
Piloun mnohozubý je často zaměňován s podobným pilounem senegalským, od kterého se ale liší počtem zubů. Předpokládá se, že do začátku 20. století se jednalo historicky o nejrozšířenějšího pilouna, který obýval Světový oceán. Následkem lidské činnosti bylo až 90 % jeho populace vybito a v současnosti se jedná o kriticky ohrožený druh.

## Další názvy
V češtině se lze setkat i s dalšími druhovými pojmenováními:
- piloun barmský
- piloun drobnozubý
- piloun kamerunský
- piloun obecný[3]

Piloun mnohozubý byl popsán i pod následujícími vědeckými názvy:
- Pristis acutirostris (Duméril, 1865)
- Pristis annandalei (Chaudhuri, 1998)
- Pristis antiquorum (non Latham, 1794)
- Pristis clavata (non Garman, 1906)
- Pristis evermanni (Fischer, 1884)
- Pristis granulosa (Bloch & Schneider, 1801)
- Pristis leptodon (Duméril, 1865)
- Pristis megalodon (Duméril, 1865)
- Pristis occa (Duméril, 1865)
- Pristis pectinatus (Latham, 1794)
- Pristis serra (Bloch & Schneider, 1801)
- Pristis zijsron (non Bleeker, 1851)

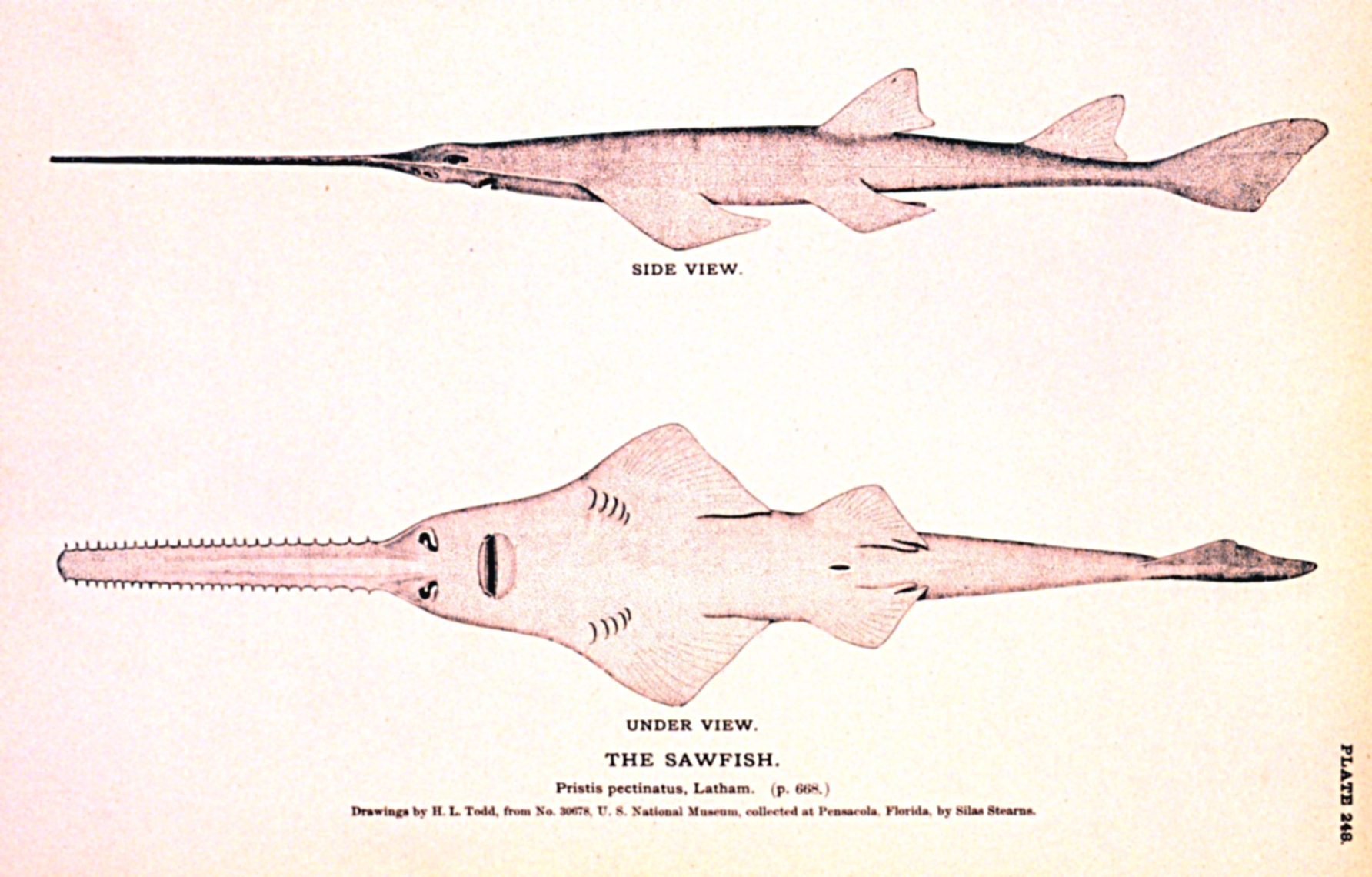
Boční a spodní nákres těla pilouna

- Pristobatus occa (Duméril, 1865)
- Pristis woermanni (Fisher, 1884)[3]

## Popis
Z paleontologických nálezů se předpokládá, že první předchůdci pilounů se objevili na Zemi před 100 miliony let, ale přímí předchůdci pilouna mnohozubého až před 56 miliony let.

### Vnější stavba
Piloun může dosahovat délky až 7,6 m, ale obvykle dorůstá velikosti okolo 5,5 m až 6 m. Dosahuje hmotnosti okolo 350 kg. Někteří jedinci chovaní ve veřejných akváriích se dožili více než 20 let, z čehož se usuzuje, že se by se mohli dožívat i více než 30 let. Přibližně 25 % z celkové délky jeho těla připadá na protáhlý lebeční výběžek (tzv. rostrum), který vyrůstá z přední části lebky. Tento výběžek je osazen většinou 25 až 32 páry zubů, které jsou původně ostré a později se otupují. Současně se v nich nachází ústrojí sloužící pro detekci potravy v kalných vodách. Hlava je zploštělá ve vertikálním směru. Na stranách se nachází oči. Tlama je umístěna na břišní straně těla a obsahuje 88 až 128 zubů v horní čelisti a 84 až 176 zubů ve spodní čelisti.
Tvarem těla se piloun mnohozubý velmi podobá žralokům, ale má rozšířené trojúhelníkové prsní ploutve, které jsou typickým znakem rejnoků. Na jejich základě bylo zjištěno, že je příbuzný právě s rejnoky a nikoliv se žraloky. Jeho tělo je zploštělé ve vertikálním směru a je přizpůsobeno přisedlému životu na mořském dně. Na hřbetě se nachází dvojice hřbetních ploutví, které jsou značně posunuté k ocasu. První vyrůstá na úrovni břišních ploutví a druhá uprostřed masivního ocasu. Za hlavou se nachází párové prsní ploutve. Na břišní části těla na úrovni prsních ploutví se nachází 5 párů žaberních štěrbin.
Svrchní část těla má převážně nahnědlou, našedlou až namodralou barvu, která přechází na břišní straně do bílé.

### Vnitřní stavba
Piloun má podobně jako žraloci a rejnoci chrupavčitou kostru.

### Chování
Z pozorování v akváriích se zdá, že je piloun agresivní vůči žralokům. Pro člověka není nijak nebezpečný, vyjma případů, kdy je chycen či přímo vyprovokován. V takovém případě je schopen člověka poranit ostrými zuby na rostru.
V současnosti jsou jedinými přirozenými predátory pilounů žraloci.

## Výskyt

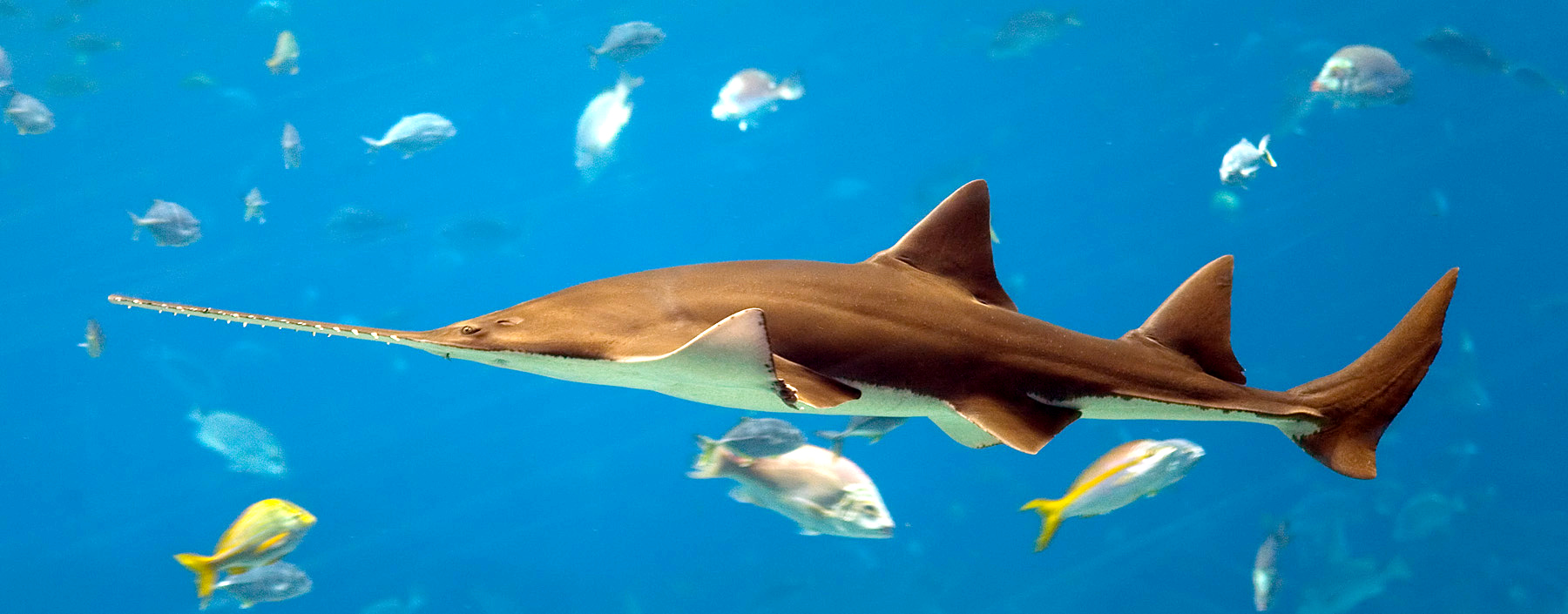
Celkový pohled na pilouna v akváriu

Piloun mnohozubý se historicky vyskytuje v oblasti západního i východního Atlantiku (od pobřeží Severní Karolíny, až po Brazílii), současně obývá Karibské moře a příležitostně je spatřen i v oblasti Bermud, přes Gibraltar až po Namibii. Mimo Atlantský oceán se vyskytuje také v oblasti Indického a Tichého oceánu od pobřeží Jihoafrické republiky až po oblast Rudého moře, pobřeží jihovýchodní Asie, Indonésie a v severní oblasti Austrálie. V současnosti nebyl průkazně dokázán jeho výskyt i v oblasti východního Pacifiku.
Piloun obývá oblasti s teplotou vody v rozmezí 16 až 30 °C převážně na mělčinách s hloubkou do 10 m. Často je vídán u dna lagun, mělkých zátok či ústí řek, do kterých příležitostně proniká (schopen přežít ve sladké vodě). Preferuje mělčiny s maximální hloubkou do 10 m s písčitým či bahnitým dnem, ale jedinci byli pozorování i v hloubce okolo 100 m. Většinou je pozorován do vzdálenosti cca 2 km od pobřeží. Většinu času tráví na mořském dně, ale je pozorován i při vodní hladině, kam příležitostně vyplouvá.
Z historických záznamů vyplývá, že v druhé polovině 18. století a začátkem 19. století byl piloun v letních měsících, když teplota vody byla vyšší, loven ve vodách okolo New Yorku a New Jersey. Až do 50. let 20. století se jednalo o běžný druh paryby, která žila v oceánu. Zdá se však, že na přelomu tisíciletí se oblast výskytu těchto paryb zmenšila o 90 %, přičemž asi 95 %populace bylo vyhubeno. V současnosti se jedná o kriticky ohrožený druh, kterému hrozí vyhynutí. V roce 2006 byl zařazen na Červený seznam ohrožených druhů IUCN.
V oblastech Severního Atlantiku (Středozemní moře, Golfského zálivu a pobřežních vod USA) podobně jako v oblasti jihozápadní Afriky byl druh téměř zcela vyhuben. Na většině původních míst výskytu došlo k poklesu počtů jedinců, takže je zde druh na pokraji vyhynutí, či již zcela vyhuben. V současnosti v některých zemích probíhají pokusy o jeho záchranu. Lov pilounů je zakázán např. ve státních vodách Floridy a má se za to, že zbytky populace v Mexickém zálivu přežívají hlavně díky rozsáhlým mořským a pobřežním rezervacím.

## Potrava
Piloun je dravá paryba, která se živí drobnými rybami, jako jsou parmice a sledi, či bezobratlými, kteří žijí na mořském dně. Malé ryby se snaží ochromit úderem rostra v jejich blízkosti nebo je s jeho pomocí vyrývá z mořského dna.

## Rozmnožování
Piloun dosahuje pohlavní dospělosti ve věku okolo 10. roku života. V této době dosahuje samec průměrně délky okolo 2,7 m a samice 3,6 m. Samice je po oplodnění březí přibližně jeden rok a následně rodí živá mláďata v počtu 15 až 20 mladých jedinců skrze kloaku (v oblasti Floridy v zimních měsících). Mláďata mají malé zoubky na lebečním výrostku pokryty ochrannou epitelovou tkání, což minimalizuje šanci na poranění matky během porodu.
Mláďata dosahují po narození průměrně délky 60 až 80 cm a většinou se zdržují v mělkých vodách do hloubky 30 cm s písčitým či bahnitým dnem. Starší jedinci se postupně přemisťují do hlubších vod poblíž říčních ústí.
Řadí se mezi vejcoživorodé živočichy. Z pohledu reprodukční rychlosti druhu se jedná o pomalu se obnovující druh.

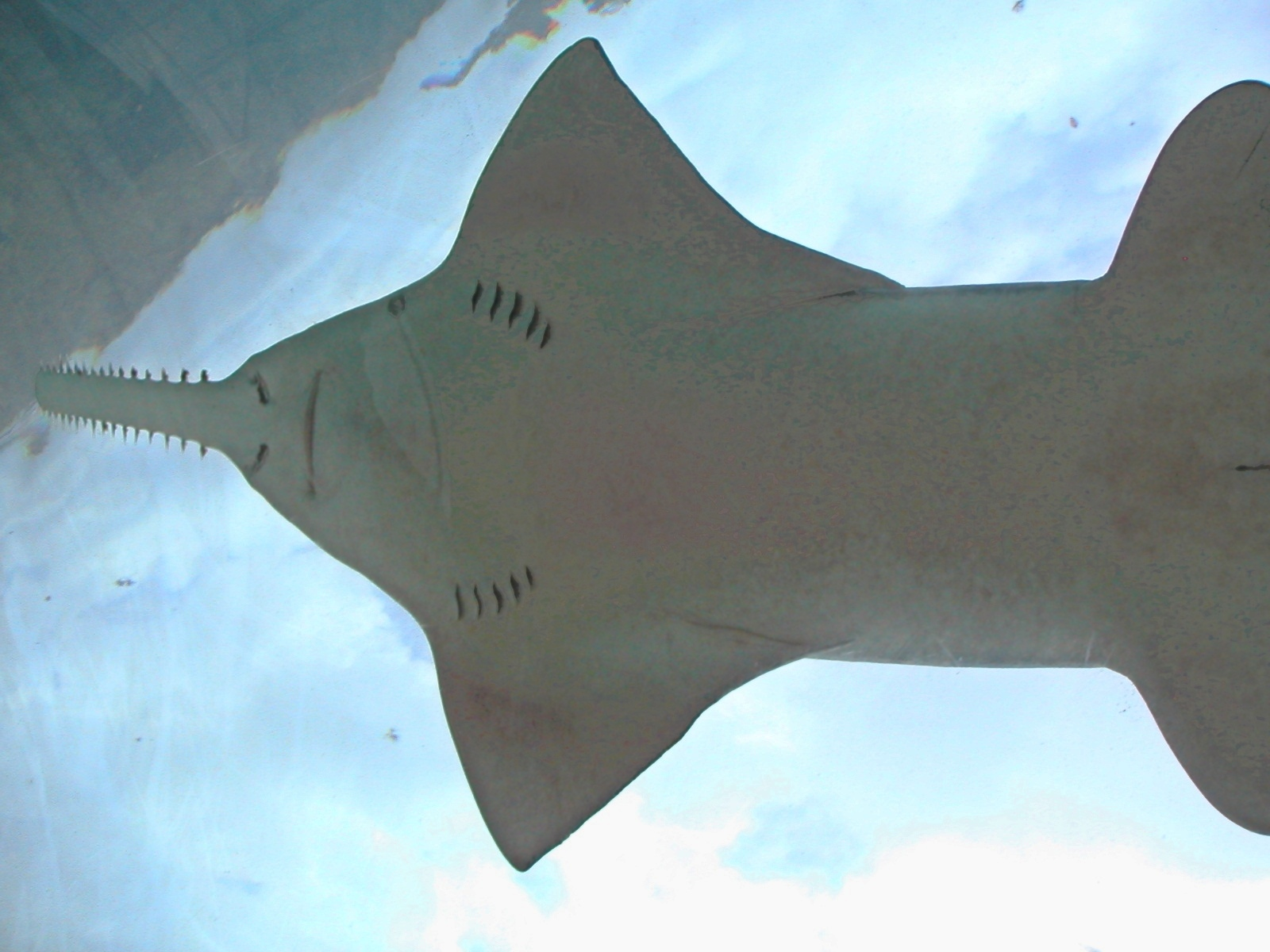
Spodní pohled na břicho a hlavu pilouna

## Hospodářský význam
Piloun mnohozubý byl na počátku 20. století hojně loven rekreačními rybáři, a to jak pro maso, údajně znamenité chuti,, tak i pro játra, ze kterých se získává játrový olej používaný pro výrobu léků nebo mýdel. Kůže se používala na výrobu různého koženého zboží. Po vycpání často slouží jako suvenýr.
Nikdy nebyl cíleně průmyslově loven rybáři, ale stával se častým druhotným úlovkem v sítích. Jeho současná nízká celosvětová populace masivní rybolov již ani neumožňuje.